# Artomyces austropiperatus
Artomyces austropiperatus är en svampart som beskrevs av Lickey 2003. Artomyces austropiperatus ingår i släktet Artomyces och familjen Auriscalpiaceae.   Inga underarter finns listade i Catalogue of Life.